# Haval M6
Der Haval M6 ist ein Sport Utility Vehicle der zum chinesischen Automobilhersteller Great Wall Motor gehörenden Marke Haval.

## Geschichte
Das Fahrzeug wird seit Juli 2017 in China verkauft. Zwei Jahre später erhielt die Baureihe ein Facelift. Das Fahrzeug basiert auf der ersten Generation des H6. Im Januar 2021 ersetzte der M6 Plus den M6. Im Juli 2023 kam die Baureihe auch in Russland auf den Markt. Dort wird sie seit Februar 2025 auch gebaut.

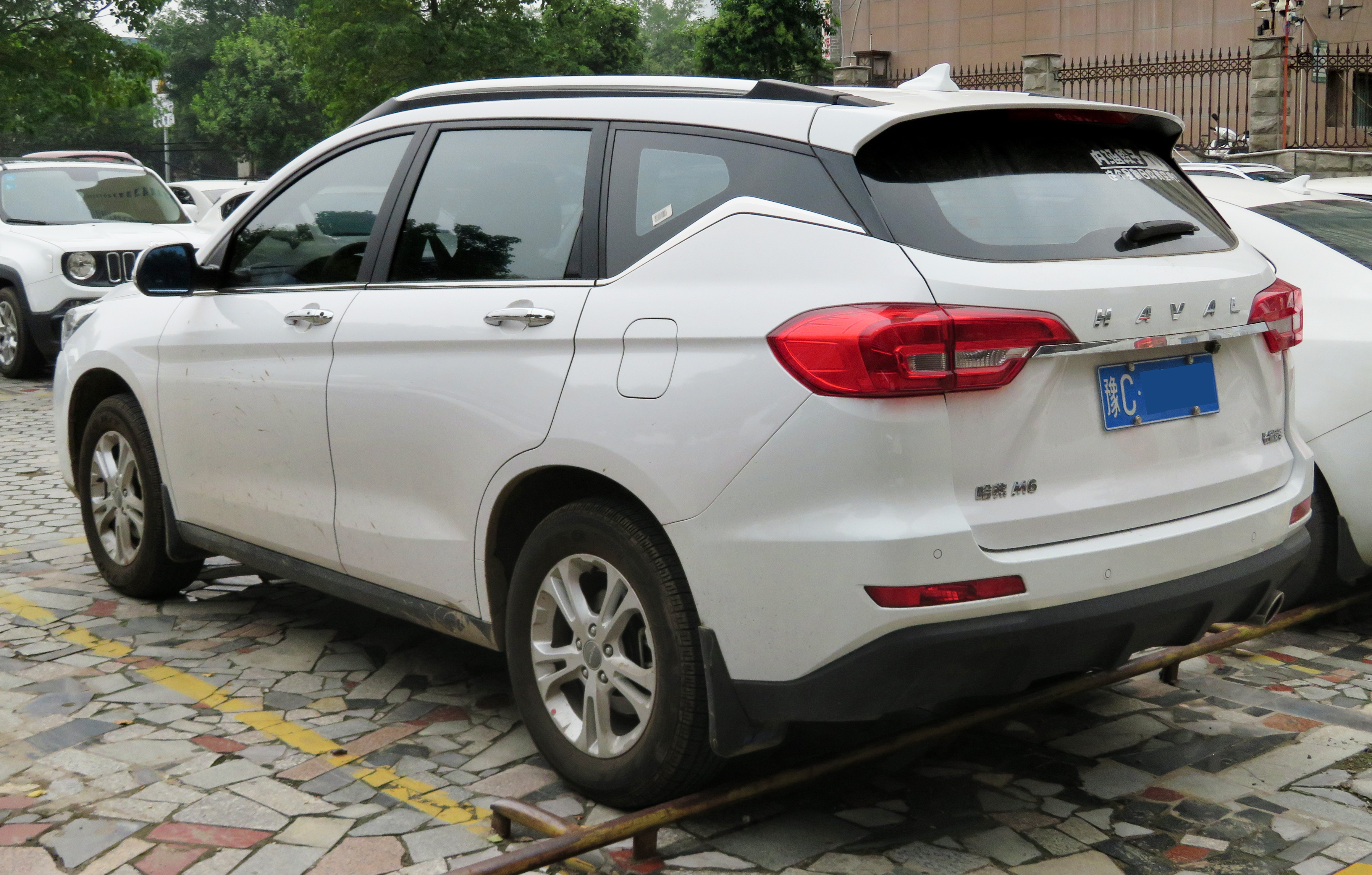
Heckansicht
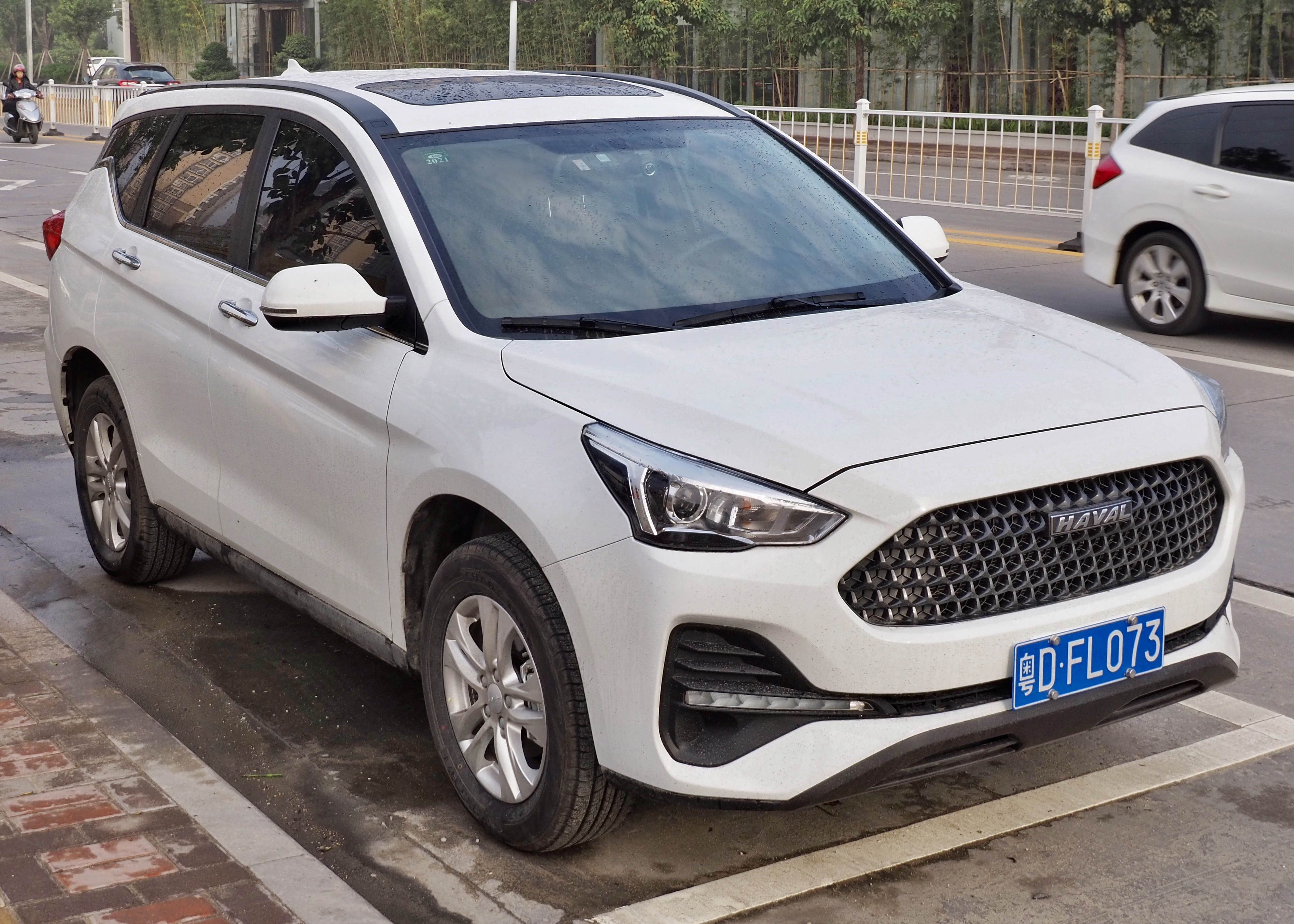
Haval M6 (2019–2021)
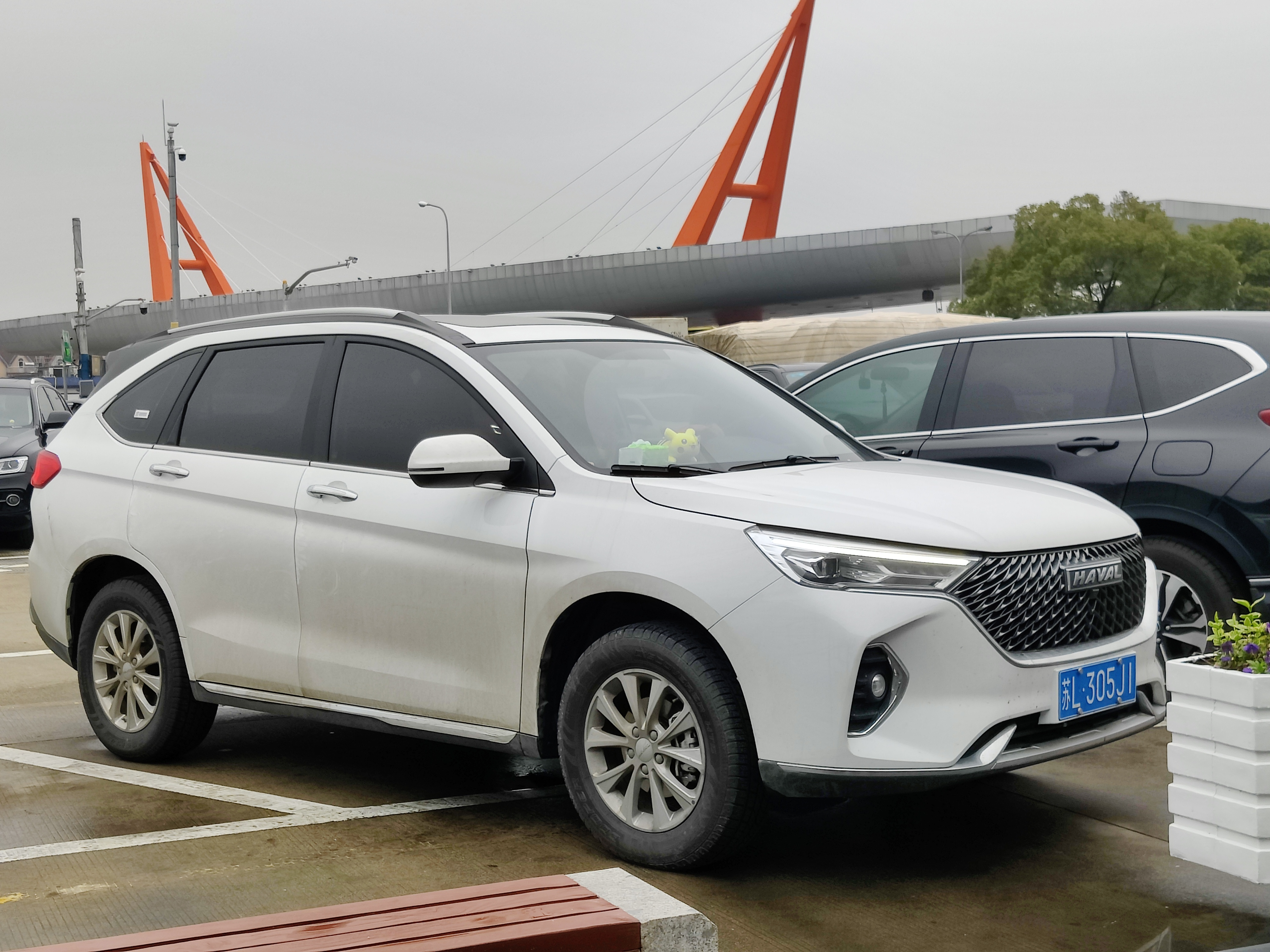
Haval M6 Plus (seit 2021)
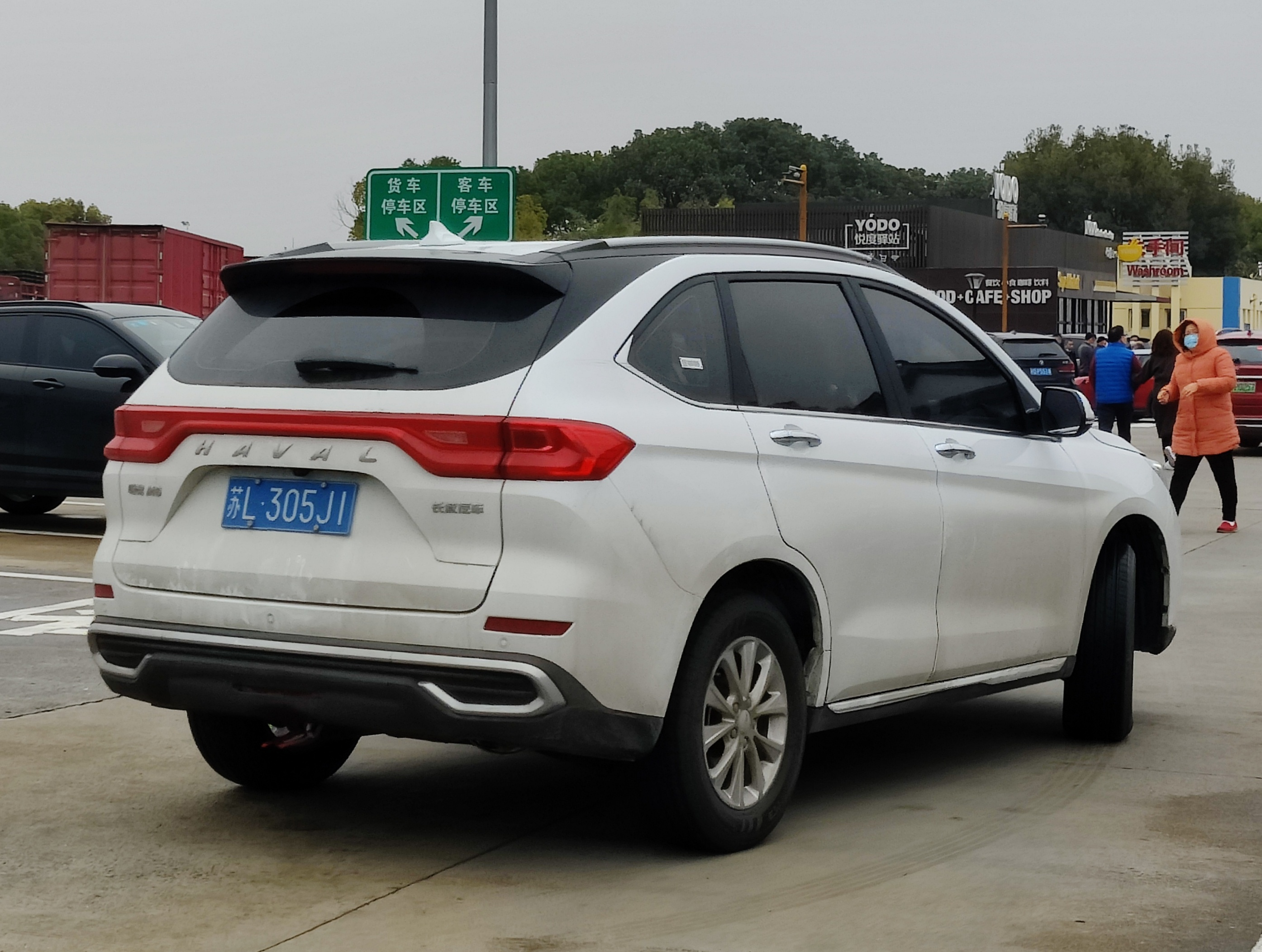
Heckansicht

## Technische Daten
Den Antrieb im SUV übernimmt ein aufgeladener 1,5-Liter-Ottomotor mit 110 kW (150 PS), der auch im H6 zum Einsatz kommt. In Russland ist er mit 105 kW (143 PS) etwas schwächer.
|                                             | M6                               | M6                           | M6                               | M6 Plus                          |
| Markt                                       | Russland                         | China                        | China                            | China                            |
| Bauzeitraum                                 | seit 07/2023                     | 07/2017–07/2019              | 07/2019–01/2021                  | seit 01/2021                     |
| Motorkenndaten                              |                                  |                              |                                  |                                  |
| Motortyp                                    | R4-Ottomotor                     | R4-Ottomotor                 | R4-Ottomotor                     | R4-Ottomotor                     |
| Hubraum                                     | 1497 cm³                         | 1497 cm³                     | 1497 cm³                         | 1497 cm³                         |
| max. Leistung bei min−1                     | 105 kW (143 PS) / 5600–6000      | 110 kW (150 PS) / 5600–6000  | 110 kW (150 PS) / 5600–6000      | 110 kW (150 PS) / 5600–6000      |
| max. Drehmoment bei min−1                   | 202 Nm / 1800–4400               | 210 Nm / 1800–4400           | 210 Nm / 1800–4400               | 210 Nm / 1800–4400               |
| Kraftübertragung                            |                                  |                              |                                  |                                  |
| Antrieb, serienmäßig                        | Vorderradantrieb                 | Vorderradantrieb             | Vorderradantrieb                 | Vorderradantrieb                 |
| Getriebe, serienmäßig                       | 6-Gang-Schaltgetriebe            | 6-Gang-Schaltgetriebe        | 6-Gang-Schaltgetriebe            | 6-Gang-Schaltgetriebe            |
| Getriebe, optional                          | (7-Gang-Doppelkupplungsgetriebe) | [6-Stufen-Automatikgetriebe] | (7-Gang-Doppelkupplungsgetriebe) | (7-Gang-Doppelkupplungsgetriebe) |
| Messwerte                                   |                                  |                              |                                  |                                  |
| Höchstgeschwindigkeit                       | 175 km/h (175 km/h)              | k. A.                        | k. A.                            | 175 km/h (175 km/h)              |
| Beschleunigung, 0–100 km/h                  | 12,9 s (12,7 s)                  | k. A.                        | 13,5 s                           | k. A.                            |
| Kraftstoffverbrauch auf 100 km (kombiniert) | 8,2 l Super (8,3 l Super)        | 7,0 l Super (7,6 l Super)    | 6,9 l Super (7,1 l Super)        | 6,9 l Super (7,1 l Super)        |
| Tankinhalt                                  | 55 l                             | 58 l                         | 58 l                             | 55 l                             |
| Abgasnorm                                   | k. A.                            | China V                      | China VI                         | China VI                         |

* Werte in runden Klammern gelten für Modelle mit optionalem Getriebe.